# BookTube

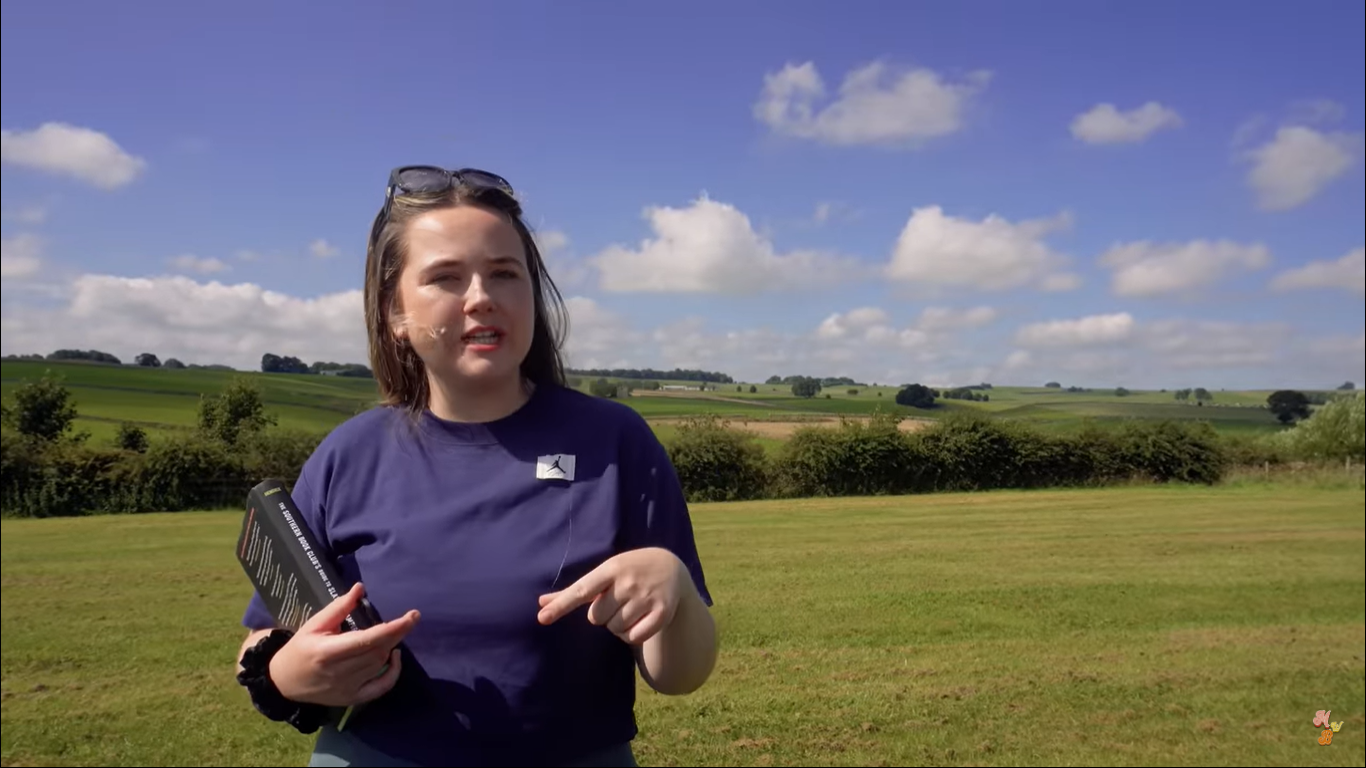
Ukázka z úryvku videa na kanále megwithbooks o knize The Southern Book Club's Guide to Slaying Vampires od Gradyho Hendrixe

BookTube (příležitostně psáno též booktube) je formát videí zveřejňovaných na YouTube a k němu přidružená komunita tvůrců zaměřující se na knihy. Jedná se o celosvětově rozšířený fenomén spojovaný zpravidla s young adult literaturou, videa tohoto formátu ale mohou být zaměřena na knihy nejrůznějších žánrů.
Osoba natáčející videa formátu BookTube je označovaná jako booktuber nebo booktuberka.

## Formát
Podle Jollie A. Dogget ze serveru HuffPost představuje termín BookTube neoficiální označení skupiny kanálů na YouTube zabývající se nejrozmanitějšími tématy souvisejícími se čtením a knihami. Konkrétní zaměření videí mohou být doporučení booktuberů na jejich oblíbené autory a knižní série, ale také třeba jejich oblíbené knižní přebaly.
Kathryn Perkins z Indiana University definuje BookTube jako komunitu čtenářů, která na YouTube hodnotí a rozebírá young adult literaturu. Betlem Soler Pardo ze španělské University of Valencia oproti tomu uvádí, že booktubeři se ve svých videích mohou zaměřovat na knihy rozmanitých žánrů. Platformy typu YouTube usnadňují překonávat sociální limity, které jsou se čtením jako s typicky osamělou činností obvykle spojovány.
Audiovizuální styl booktubových videí bývá podobný jako u ostatních youtuberů: běžnými znaky videí tak jsou např. natáčení v osobních prostorách, používání 1. a 2. mluvnické osoby nebo výzvy k reakcím v komentářích pod videi nebo na jiných sociálních platformách.
Obdobami BookTube na jiných platformách je BookTok (na TikToku) a Bookstagram (na Instagramu).

## Tvůrci
Booktubová videa tvoří zpravidla mladí lidé libovolného pohlaví. Tvůrci často aktivně působí i na dalších sociálních sítích, např. na Facebooku, Instagramu, Twitteru nebo Goodreads.
Podle internetového průzkumu José M. Tomaseny z University of Barcelona z roku 2017 mezi 71 španělskojazyčnými booktobery měli jen 4 z nich pouze primární nebo sekundární vzdělání. Další booktubeři měli vzdělání vyššího stupně, případně zrovna chodili na vysokou školu.
Nejpozději v roce 2019 se objevily hlasy upozorňující na problematiku postavení černých booktuberů. Čtenáři tmavé barvy pleti (přinejmenším v USA) představují jednu z nejvýznamnějších čtenářských skupin (podle článku The Atlantic z ledna 2014 je nejtypičtějším čtenářem černá žena, která chodila na vysokou školu). Navzdory tomu se ale knižní nakladatelství podle spisovatelky a moderátorky podcastu Minorities In Publishing Jennifer Baker na spolupráci s černými booktubery příliš nezaměřují, protože cílí především na majoritní bílou část společnosti. To Baker považuje za projev segregace a rasismu. Doggett upozornila, že žádný černý booktuber nebyl přítomen ani na diskusi ze série YouTube Originals s Michelle Obama o její nové knize. Tři přítomní bílí booktubeři měli každý přes 100 000 odběratelů, zatímco podle HuffPost nejsledovanější afroamerická booktuberka Naya Reads and Smiles měla pouze 56 000 odběratelů.

## Regionální scény
Booktube představuje fenomén přítomný v nejrůznějších částech světa. Příkladem mezinárodního působení booktuberů vymykajícího se ze zaměření na více či méně lokální publikum je iniciativa booktuberů z různých států (např. z USA, Kanady, Trinidadu nebo Nigérie), kteří 30. března 2020 (na začátku pandemie covidu-19) založili na Zoomu čtenářskou skupinu Quarantined Pages. Schůzky v této skupině byly většinou založené na společném tichém čtení, někteří pořádající booktubeři ale své schůzky obohatili o další prvky, např. o společný poslech audioknih nebo diskuse v závěrečných částech schůzek.

### Severní Amerika
Nejoblíbenější booktuberkou v letech 2018 a 2019 byla podle New York Times a HuffPost Christine Riccio z New Jersey, jejíž kanál PolandBananaBooks měl k červenci 2018 400 000 odběratelů. V roce 2018 se Riccio spolu s dalšími booktubery Jessem Georgem a Kat O' Keffe z kanálu Katytastic účastnili konference VidCon, na které byli jinak přítomni tvůrci populárnějších žánrů s miliony odběratelů. Ariel Bisset, booktuberka z Britské Kolumbie natáčející videa o knihách od roku 2011, měla k roku 2019 cca 150 000 odběratelů a přes 10 milionů zhlédnutí.
Kanadská booktuberka Njeri Damali Sojourner-Campbell z kanálu Onyx Pages se zaměřuje na sci-fi a fantasy literaturu s černošskými postavami (tzv. Black science fiction), především od queer autorů. Dalším příkladem knižního kanálu je americký PaperBird. Autor, ze kterého jsou v jeho tvorbě vidět pouze ruce, se zaměřuje na krátká surreální videa, ve kterých využívá různé memy a nekonvenční záběry a pointy: v jednom videu např. z knihy rozemleté na prášek udělal rybu, kterou vhodil do řeky. Mezi díla recenzovaná na tomto kanálu patří např. dvě knihy Jona Fosseho.

### Španělskojazyčné země

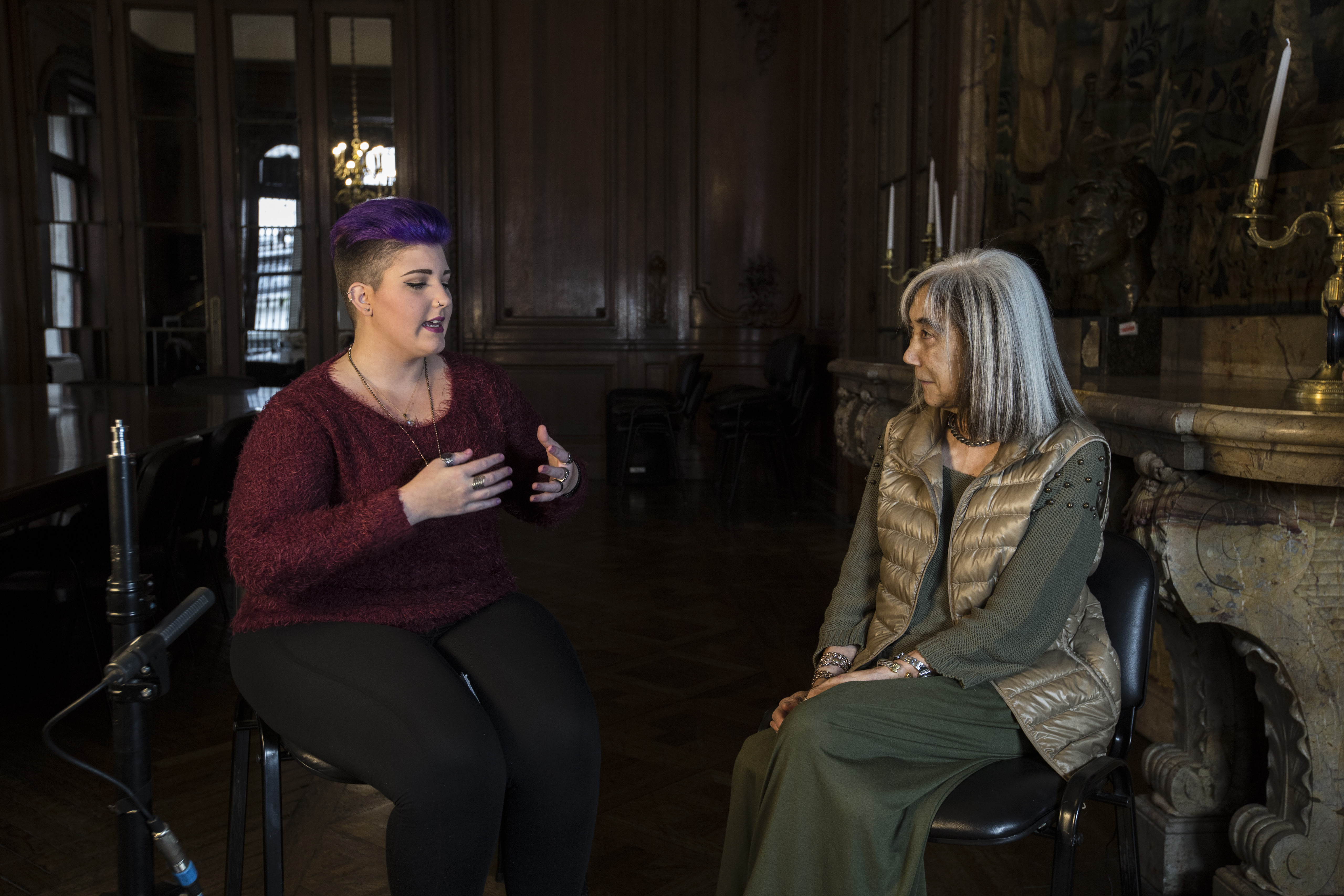
Booktuberka Juli Ferraro vede rozhovor se spisovatelkou Maríí Kodama, vdovou po Jorgem Luisi Borgesovi

Podle Tomasenova článku z  roku 2020 bylo ve španělskojazyčných zemích nejvíce booktubových tvůrců z Mexika (240 kanálů) a Španělska (105), následované Kolumbií (33) a Argentinou (22). Mezi nejoblíbenější booktubové kanály v těchto zemích patří např. Clau Reads Books, který měl v době Tomasenova výzkumu cca 400 000 odběratelů (k lednu 2023 již přes 670 000).

### Česko a Slovensko
Na konci března 2018 vyhradila Městská knihovna v Praze prostor určený pro tvorbu booktuberů. Booktuberský koutek je vybaven křesly, zeleným plátnem a profesionálním osvětlením, kameru si ale v době otevření museli tvůrci donést vlastní. Stejně tak bylo pro využití prostor nutné mít registraci v knihovně. Kmotry koutku se stali booktuber Vojtěch Hamerský vystupující pod jménem EclecticReader a Tomáš Pipota, který zároveň pracuje jako knihovník.
Dalšími zástupci BookTube v ČR jsou např. Michaela Faktorová provozující kanál Radši knihu, Klára Nováková natáčející na kanál Klářiny knihy (a jinak známá též jako dabérka)  nebo Markéta Maroušková, jejíž booktubový kanál měl název Svět podle Marillee. Na Slovensku se tvorbě knižních videí věnuje např. knižní novinářka Lenka Macsaliová na svém kanále Inferno na polici.